# 柳智惠
柳智惠（韓語：류지혜，1976年2月10日—），韩国女子乒乓球运动员。她在1996年亚特兰大奥运会中，参加了女子乒乓球比赛，并获得女子乒乓球比赛双打铜牌。